# Salem bin Laden
Sālem bin Muhammad bin ʿAwaḍ bin Lāden, più noto come Sālem bin Lāden (in arabo سالم بن محمد بن عواد بن لادن‎?, Sālim b. Muhammad b. 'Awāḍ b. Lādin; Gedda, 4 gennaio 1946 – San Antonio, 29 maggio 1988), è stato un imprenditore saudita, presidente della Saudi Binladin Group dal 1968 al 1988, anno della sua morte.

## Biografia
Salem bin Laden è considerato il primogenito dei cinquantadue figli di Mohammed bin Laden, fondatore della Saudi Binladin Group, uno dei fratellastri era il terrorista Osama bin Laden. Salem studiò al collegio Millfield, in Gran Bretagna, ed è diventato il patriarca della famiglia bin Laden dopo la morte del padre nel 1967. Salem ha gestito i grossi investimenti della famiglia (probabilmente dal valore di circa 16 miliardi di dollari). Egli fu anche responsabile dei programmi di studio individuali per ciascuno dei suoi fratelli.
Proprio come il padre, aveva rapporti stretti con la famiglia reale saudita, alla quale ha fornito mezzi e sostegno durante il sequestro della Grande Moschea del 1979.
Possedeva una casa a Orlando (Florida), dove spesso trascorreva le vacanze.

### Azionista dellaArbusto Energy
Salem bin Laden assunse James R. Bath con l'incarico di investire il denaro dei bin Laden in varie iniziative imprenditoriali nel Texas. Col tramite di Bath, Salem divenne azionista di circa il 5% della Arbusto Energy, piccola compagnia petroliera del Texas, gestita a partire dal 1977 da George W. Bush, amico di Bath.
Nel 1976 fonda ad Austin, capoluogo del Texas, la compagnia aerea di trasporto locale Bin Laden Aviation, che viene sciolta poco tempo dopo la sua morte, nel 1988.
Come il padre Mohammed, Salem morì in un incidente aereo nel 1988, a Schertz, nei pressi di San Antonio (Texas). La sua morte è citata in diverse teorie di complotto.